# Mátra-Gebirge
Das Mátra-Gebirge ist ein Mittelgebirge in Nordungarn. Das zwischen den Flüsschen Zagyva und Tarna liegende, hauptsächlich aus Trachyt aufgebaute Gebiet bildete im austrocknenden Pannonischen Meer lange Zeit eine Insel. Die höchste Erhebung ist der Kékes, mit 1014 Metern auch der höchste Berg Ungarns. Wichtigstes urbanes Zentrum des Gebietes ist Gyöngyös, eine Stadt mit annähernd 35.000 Einwohnern; sie ist nach Eger die zweitgrößte Stadt des Komitats Heves, in dem das Gebirge liegt. Im Osten schließt sich das Mittelgebirge Bükk und im Westen das Hügelland von Cserhát an das Mátra-Gebirge an.

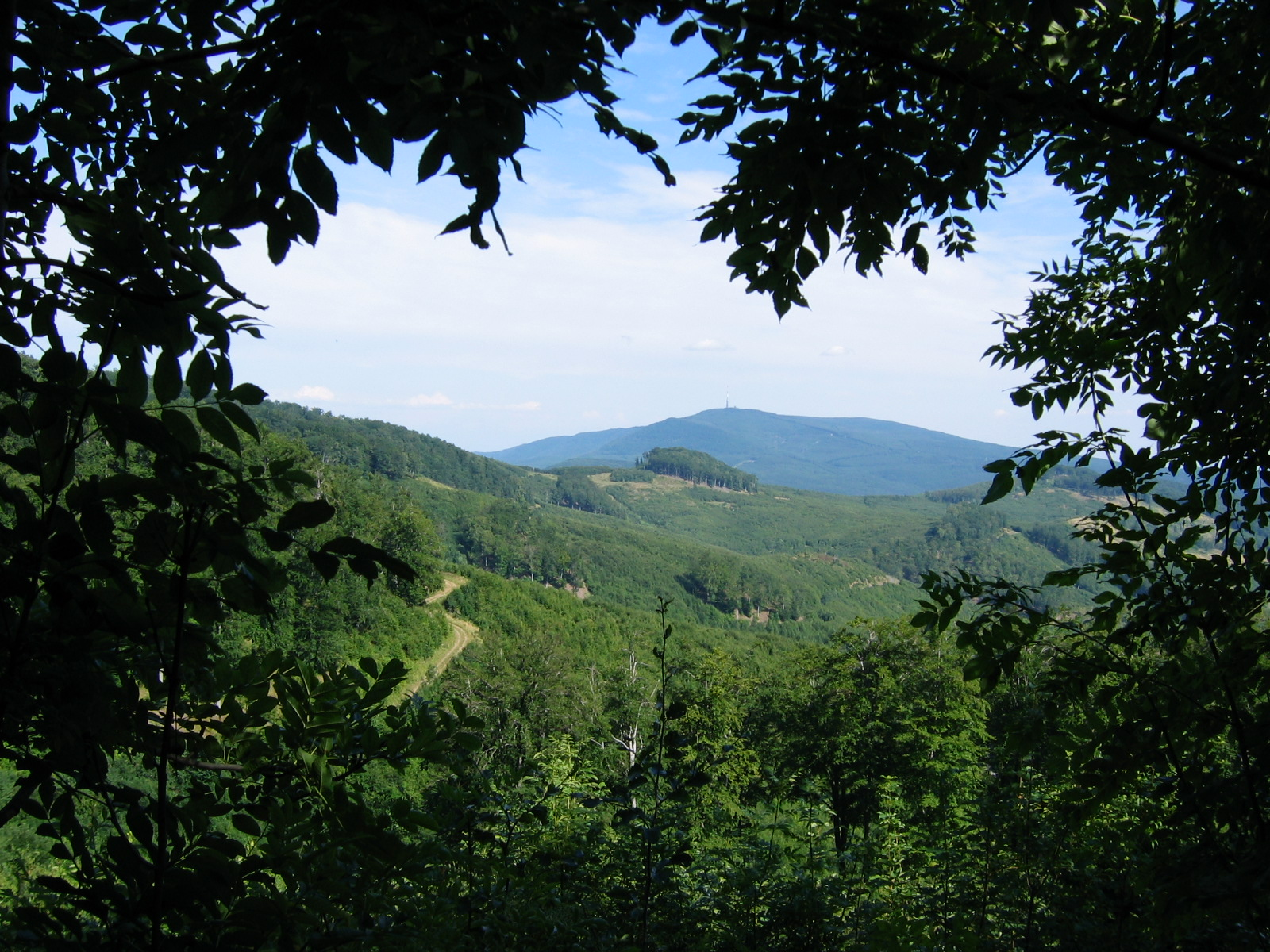
Kékes (1014 m)

Das waldreiche (vor allem Buchen- und Eichenwälder), touristisch sehr gut erschlossene Gebiet ist reich an Luftkurorten und Heilbädern. Mátraháza, Mátrafüred und Galyatető sind die bekanntesten. Das Flüsschen Zagyva, das zur Theiß entwässert, ist bei Kanusportlern beliebt.
Neben dem Tourismus ist vor allem der Weinbau die Lebensgrundlage der ländlich lebenden Bevölkerung. Insbesondere an den Südhängen werden hauptsächlich auf Rhyolithgestein aber auch Mergel- und Lössböden eine Reihe von ansprechenden Weinen gekeltert. Traminer- und Muskateller-Weine können in guten Jahren zu einer bemerkenswerten Qualität heranreifen. Berühmt ist die Region allerdings für den Kekfrankos und für den Lindenblättrigen aus Debrő. Letzterer wurde meist lieblich bis halbsüß ausgebaut und lieferte oft nur bescheidene Qualitäten. Neben verschiedenen Verschnitten werden heute aber wieder sehr gute bis herausragende sortenreine Weine aus dem Lindenblättrigen angeboten.

## Orte und Ortsteile
- Abasár
- Bátonyterenye
  - Szorospatak
- Bodony
- Domoszló
- Dorogháza
- Gyöngyös
  - Kékestető, Mátrafüred, Mátraháza
- Gyöngyösoroszi
  - Károlytáró
- Gyöngyöspata
- Gyöngyössolymos
  - Lajosháza
- Gyöngyöstarján
- Kisnána
- Markaz
- Mátraballa
- Mátraderecske
- Mátramindszent
- Mátraszentimre (höchstgelegener Ort Ungarns)
  - Bagolyirtás, Fallóskút, Galyatető, Mátraszentistván, Mátraszentlászló
- Pálosvörösmart
- Parád
  - Parádfürdő, Parádóhuta
- Parádsasvár
- Pásztó
  - Hasznos, Mátrakeresztes
- Recsk
- Sirok
  - Kőkútpuszta
- Szuha
  - Mátraalmás
- Szurdokpüspöki
- Tar
- Tarnaszentmária
- Verpelét